# Ebersmunster
Ebersmunster (Duits:Ebersmünster) is een gemeente in het Franse departement Bas-Rhin (regio Grand Est) en telt 542 inwoners (2020). De plaats maakt deel uit van het arrondissement Sélestat-Erstein.

## Geografie
De oppervlakte van Ebersmunster bedraagt 7,4 km², de bevolkingsdichtheid is 73 inwoners per km².
De onderstaande kaart toont de ligging van Ebersmunster met de belangrijkste infrastructuur en aangrenzende gemeenten.

## Demografie
Onderstaande figuur toont het verloop van het inwonertal (bron: INSEE-tellingen).

## Bezienswaardigheden
- de abdijkerk Saint-Maurice werd omstreeks 1725 opgetrokken door de Oostenrijkse architect Peter Thumb in de barokke stijl. De kerk is de vierde in rij, na onder meer een romaanse abdijkerk uit 1112 (met latere wijzigingen van gotische aard) die in 1632, tijdens de Dertigjarige Oorlog, in brand werd gestoken door de Zweden.
  - de drie klokkentorens met donkergroene uidaken vormen het meest opvallende onderdeel van de buitenkant.
  - het interieur is een volmaakt voorbeeld van de Elzasser barok en gaat door voor het mooiste van de Grand Est. Het sierlijke en verfijnde kerkmeubilair oogt heel fraai. 
    - het stucwerk en de heldere gewelf- en plafondschilderingen komen tot hun recht door de overvloedige lichtinval.
    - het orgel werd in 1730-1732 gebouwd door de beroemde Duitse orgelbouwer Andreas Silbermann.
    - het imposante hoogaltaar uit 1728 is van de hand van de beeldhouwer Jean-Léonard Meyer. Een enorm baldakijn in de vorm van een kroon torent hoog boven het hoogaltaar uit tot aan het koorgewelf.
    - de twaalf biechtstoelen uit 1727 zijn bijzonder elegant.
    - de preekstoel wordt ondersteund door een levensgroot beeld van Samson.
    - het koorgestoelte uit de 18e eeuw werd aan het einde van de 19e eeuw gerestaureerd na een lange periode waarin het eiken houtwerk werd verwaarloosd en de meeste heiligenbeelden uit hun nissen verdwenen waren.